# Hällabrottet
Hällabrottet is een plaats in de gemeente Kumla in het landschap Närke en de provincie Örebro län in Zweden. De plaats heeft 1806 inwoners (2005) en een oppervlakte van 293 hectare.

## Verkeer en vervoer
Bij de plaats loopt de Riksväg 52.